# 亚卡·布拉日奇

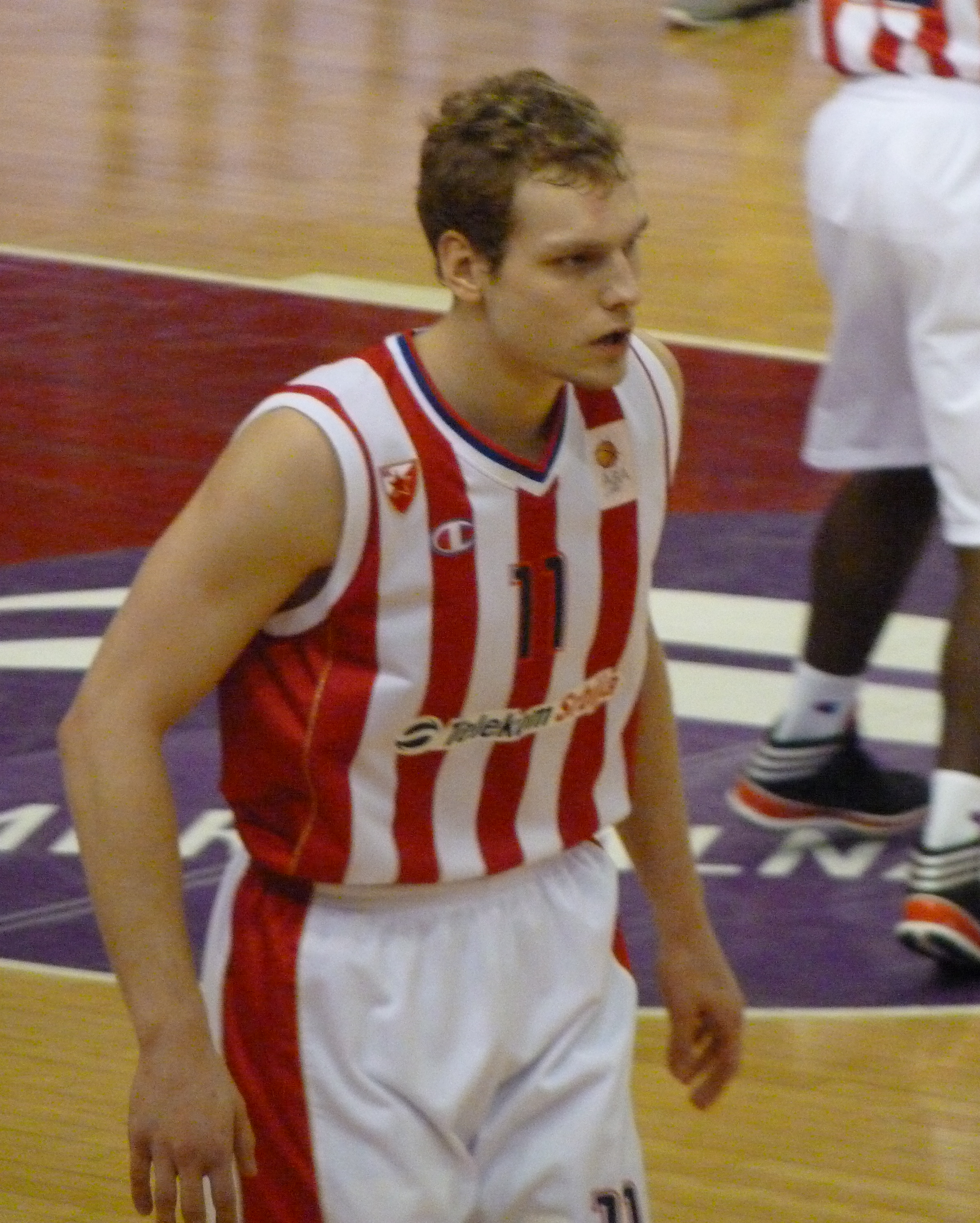
亚卡·布拉日奇

亚卡·布拉日奇（1990年6月30日—），斯洛文尼亞籃球運動員，現在效力於塞爾維亞籃球聯賽球隊貝爾格萊德紅星。2011年7月，他曾和奧林匹亞聯盟隊簽約三年。他也代表斯洛文尼亞國家籃球隊參賽。